# مذبحة لغمان
كانت مذبحة لغمان جريمة حرب ارتكبها الجيش السوفيتي في أبريل 1985 في قرى كاس عزيز خان، شارباغ، بالا باغ، سابزباد، ممدور، حيدر خان وبول جوغي  في ولاية لغمان، خلال الحرب السوفيتية الأفغانية. قُتل ما بين 500  و 1000 مدني في ما وُصف بالانتقام السوفيتي ضد المدنيين لمقاومتهم الحكومة الشيوعية وأعمالهم العسكرية التي استهدفت الجيش الأحمر.